# Práxis
Práxis (do grego πράξις) é a união dialética entre teoria e prática.

## Marx e a práxis comoteleologiahumana
Em seu clássico exemplo ilustrativo em sua obra O Capital, Karl Marx (1818-1883) compara a atividade das abelhas, ao construir a colmeia, com o trabalho de um mestre de obras ao construir uma casa. Por mais perfeita que seja a construção da colmeia, e por mais limitado que seja o trabalho do mestre de obras, este último possui algo essencialmente diferente: ele imagina o que vai realizar, criando uma finalidade, um momento ideal, o qual almeja alcançar com seu trabalho. Marx postula a existência, pois, de um elemento teleológico consciente exclusivo da condição humana.
É necessário reconhecer a explícita dimensão ontológica da teoria marxiana, a qual define o ser humano como homens ativos, enquanto os objetos ocupam o locus atribuído como atividade sensível. A atividade humana, como trabalho, tecerá o vínculo entre sujeito e objeto, permitindo a efetuação e confirmação deste e daquele no mundo circundante. Além da capacidade de previamente idealizar em mente os seus objetivos, o homem consegue também observar a objetividade sensível e entender seu funcionamento. Portanto, fundamentado no estatuto ontológico do trabalho, Marx consegue conjugar um complexo que, ao unir sujeito e objeto, também articula o uso das faculdades humanas cognitivas e de agir orientado a fins.
Segundo Marx, o agir teleológico do trabalho humano não será apenas um transformador do objeto. Sua atividade se dá dentro de um meio social e, nesse ínterim, o produto de sua ação transforma este mesmo mundo social em que o homem se forma. A objetividade social é atualizada pela atividade sensível do homem enquanto sujeito. O modo de ser do homem, por sua vez, é gerado, conformado e confrontado com sua condição sócio-histórica. Portanto, no seu agir consciente, em que a partir da carência subjetiva e do conhecimento do mundo objetivo, o homem cria uma ideação, um plano de ação que pode efetuar no complexo-objeto, criando uma estrutura que servirá de bases para a própria construção subjetiva e objetiva. 

## Marx e a práxis revolucionária
Nas Teses sobre Feuerbach, em A Ideologia Alemã e em A Sagrada Família (livro), Karl Marx desenvolve o conceito de práxis ao criticar o materialismo e o idealismo.
O materialismo, diz ele, vê os homens como determinados pelas circunstâncias (econômicas, sociais, naturais) enquanto o idealismo vê os homens como determinados pelas ideias (pensamentos, vontades, desejos, em suma, o ímpeto ativo do ser humano). Os materialistas afirmam que os homens mudam porque novas circunstâncias fazem-nos mudar, enquanto os idealistas afirmam que os homens mudam porque a educação de novas ideias e novos desejos fazem-nos mudar.
A crítica de Marx é que o materialismo "esquece que as circunstâncias são transformadas precisamente pelos seres humanos", enquanto o idealismo "esquece que o educador tem ele próprio de ser educado". Então, necessariamente, para mudar os homens, o idealista educador quer introduzir suas ideias de cima (de fora), assim como o materialista quer alterar as circunstâncias de fora. Desse modo, tanto o materialismo quanto o idealismo reproduzem a estrutura da sociedade de classes (a exploração do homem pelo homem). Neste ponto, Marx introduz o seu conceito de práxis revolucionária: "a coincidência da transformação das circunstâncias com a atividade humana".
A práxis revolucionária é então uma atividade teórico-pratica em que a teoria se modifica constantemente com a experiência prática, que por sua vez se modifica constantemente com a teoria. A práxis é entendida como a atividade de transformação das circunstâncias, as quais nos determinam a formar ideias, desejos, vontades, teorias, que, por sua vez, simultaneamente, nos determinam a criar na prática novas circunstâncias e assim por diante, de modo que nem a teoria se cristaliza como um dogma e nem a prática se cristaliza numa alienação. Pode-se dizer que o conceito de práxis revolucionária é uma relação entre teoria e prática coerente com a ideia de Marx de uma sociedade sem exploração, uma livre associação de produtores.

## Pedagogia
Na pedagogia, práxis é o processo pelo qual uma teoria, lição ou habilidade é executada ou praticada, se convertendo em parte da experiência vivida.
Enquanto, no ensino, uma lição é apenas absorvida em nível intelectual, no decurso de uma aula, as ideias são postas à prova e experimentadas no mundo real, seguidas de uma contemplação reflexiva. Desta maneira, os conceitos abstractos ligam-se com a realidade vivida.
A práxis é usada por educadores para descrever um panorama recorrente através de um processo cíclico de aprendizagem experimental, como no ciclo descrito e popularizado por David Kolb.